# Jan Koum
Jan Koum (ucraïnès: Ян Кум, va néixer el 24 de febrer de 1976) és un inventor de l'entorn d'internet, ucraïnès-nord-americà i programador informàtic. És el CEO i co-fundador de WhatsApp (juntament amb Brian Acton), l'aplicació de missatgeria mòbil més utilitzada avui dia, que Facebook Inc. va adquirir al febrer de 2014 per 19 mil milions de dòlars.
El 2014, va ingressar a la llista Forbes com un dels 400 nord-americans més rics en el lloc 62, amb un valor estimat de més de 7,5 mil milions de dòlars. Va ser classificat en la llista més alta dels nouvinguts d'aquell any.

## Vida i carrera
Koum Va néixer a Kíev, Ucraïna (llavors part de la Unió soviètica). És d'origen jueu. Va créixer a Fastiv, als afores de Kíev. Es va traslladar amb la seva mare i la seva àvia a Mountain View, Califòrnia el 1992, on un programa de suport social va ajudar a la família a aconseguir un petit apartament de dos dormitoris, quan Koum tenia 16 anys. Més tard, el seu pare havia pretès unir-se a la família, però finalment es va quedar a Ucraïna. Al principi la mare de Koum treballava com a mainadera, mentre ell treballava com a intendent en un supermercat. A l'edat de 18 anys es va interessar en la programació. Es va inscriure a la Universitat Estatal de Sant José i simultàniament treballava a Ernst&Young com verificador de seguretat.
Al febrer de 1996, va ser aixecada una ordre de restricció contra Koum en el tribunal estatal de Sant José, Califòrnia. Una ex-núvia va detallar incidents en els quals deia que Koum l'assetjava verbal i físicament. A l'octubre de 2014, Koum va dir sobre l'ordre de restricció, "Estic avergonyit de la manera en què vaig actuar, i avergonyit perquè el meu comportament la va forçar per prendre una acció judicial".
El 1997, Jan Koum va ser contractat per Yahoo com a enginyer d'infraestructures. Poc després va conèixer a Brian Acton mentre treballava a Ernst & Young com verificador.
La seva mare va morir de càncer l'any 2000 als Estats Units, mentre que el seu pare va morir a Ucraïna el 1997.
Els nou anys següents va treballar en Yahoo. Al setembre de 2007 Koum i Acton van abandonar Yahoo i ell va prendre un any sabàtic, fent turisme a Amèrica del Sud i jugant a ultimate frisbee. Ambdós van intentar treballar a Facebook i van fallar. El gener de 2009, va comprar un iPhone i llavors es va adonar que la botiga d'Aplicació començava a crear una nova indústria d'aplicacions. Va visitar al seu amic Alex Fishman i els dos van parlar durant hores sobre una idea de Koum per a una aplicació de missatgeria instantània. Koum gairebé des del començament va escollir el nom de WhatsApp perquè sona semblant a "what's up", que en català significa què passa?, què hi ha?, i una setmana més tard en el seu aniversari, el 24 de febrer de 2009, va inaugurar WhatsApp Inc. a Califòrnia.
WhatsApp es va popularitzar en molt poc temps, i això va cridar l'atenció de Facebook. El seu fundador, Mark Zuckerberg, va contactar Koum la primavera de 2012. Van començar les converses a un cafè de Los Altos, Califòrnia, a partir d'aquí, van seguir una sèrie de sopars i passejos pels turons de Silicon Valley.
Al febrer 9 de 2014 Zuckerberg va convidar a Koum a sopar a casa seva i formalment li va proposar un tracte per unir-se a Facebook,10 dies després Facebook va anunciar l'adquisició de WhatsApp per 19 mil milions de dòlars.
En la primera meitat de 2016, Koum va vendre més de 2.4 mil milions d'accions de Facebook, que eren una meitat del seu total d'accions. S'estima que encara té uns 2,4 mil milions més d'accions.

## Curiositats
Jan Koum formava part d'un grup de hackers anomenats w00w00, on va conèixer als futurs fundadors de Napster, Shawn Fanning i Jordan Ritter.
Al novembre de 2014, Koum va donar 1,000,000 de la FreeBSD Fundation, i prop de 556 milions a la Silicon Valley Comunity Fundation (SVCF, sigles en anglès) el mateix any.